# Barranc de la Canal de la Rama
El barranc de la Canal de la Rama, és un barranc del terme de Conca de Dalt, al Pallars Jussà, a l'antic terme d'Hortoneda de la Conca, en territori de l'antic poble de Senyús.
Es forma a la Rebollera, a prop i al nord-oest de la Torre de Senyús, des d'on davalla cap al nord-oest travessant tota la Rebollera, fins que s'aboca en el barranc de la Torre de Senyús a l'extrem oriental del Forcat de les Llaus.